# نوری (ساردینیا)
نوری (به ایتالیایی: Nurri) یک کومونه در ایتالیا است که در استان کالیاری واقع شده‌است.

## خصوصیات
نوری ۷۳٫۹ کیلومترمربع مساحت و ۲٬۳۸۵ نفر جمعیت دارد.